# Aimé Jacquet
Aimé Étienne Jacquet (Sail-sous-Couzan, 1941. november 27. –) francia labdarúgóedző, korábbi labdarúgó.

## Pályafutása
Aimé Jacquet volt annak a francia válogatottnak a szövetségi kapitánya, amelyik megnyerte az 1998-as világbajnokságot.

## Sikerei, díjai

### Játékosként
Saint-Étienne
- Francia bajnok (5): 1963–64, 1966–67, 1967–68, 1968–69, 1969–70
- Francia másodosztályú bajnok (1): 1962–63
- Francia kupagyőztes (2): 1967–68, 1969–70
- Francia szuperkupagyőztes (3): 1967, 1968, 1969

### Edzőként
Bordeaux
- Francia bajnok (3): 1983–84, 1984–85, 1986–87
- Francia kupagyőztes (2): 1985–86, 1986–87
- Francia szuperkupagyőztes (1): 1987

Franciaország
- Világbajnok (1): 1998